# Dugu Miniautotoys
Dugu Miniautotoys è stata un'azienda italiana con sede a Varallo, specializzata nella costruzione di automodelli in metallo pressofuso e operante nel periodo compreso tra il 1961 e il 1975. I modelli, realizzati principalmente in scala 1:43, riproducevano automobili conservate nel Museo dell'automobile di Torino, precedentemente intitolato a Carlo Biscaretti di Ruffia, e ora a Gianni Agnelli.

## La storia
Nel 1961 Bartolomeo Chiodo, appassionato di auto, creò la "Dugu", dal nome di uno dei due distretti di Varallo: Dugu (che significa gufo e al quale apparteneva) e falchet (che significa falchetti). Il logo dell'azienda era un gufo stilizzato angolare con grandi occhi rotondi gialli. Tra i primi modelli, fatti in metallo pressofuso e in plastica, la Fiat Tipo 4 del 1911, fabbricata però dalla RIO (azienda), e la Lancia Lambda.
Nel 1963, in collaborazione col Museo dell'automobile di Torino, iniziò la produzione di 14 modelli in scala 1:43, meno dettagliati dei precedenti ma con un prezzo più ragionevole, venduti anche nel negozio del museo.
Significativa la produzione del Triciclo Bernardi, modellino rarissimo, in quanto non venne messo in vendita ma fu assegnato ai membri del club "HI-FI-Dugu".
Nel 1966 venne lanciata la serie "Macchine da lavoro", in scale differenti dagli automodelli: tra i modelli il trattore "Same Centauro" in scala 1:15, il trattore "Fiat 550" in scala 1:38 e la "Mietitrebbia Laverda M 132" in scala 1:40, creati a scopo pubblicitario per le aziende stesse, più tre autocarri Fiat (il "697" e il "90 NC" cassonati e l'autocisterna "90 NC"), inoltre l'OM "N 100".
Nel 1975 la Dugu Miniautotoys, dopo esser diventata SISPLA, interruppe la produzione, e l'ormai previsto modello "Eldrige Mefistofele" venne prodotto dal negozio Zeppelin di Milano.

## Marche
Le marche riprodotte erano principalmente italiane, come FIAT, Lancia, Itala, SAME e trattori Fiat, Legnano, Brixia-Züst, Cisitalia e Bernardi; vennero prodotti anche modellini francesi e tedeschi, come Peugeot, Darracq, De Dion-Bouton, Daimler-Benz e un paio di Duesenberg. Nel catalogo Dugu, il Triciclo Bernardi è stato orgogliosamente salutato come il primo veicolo motorizzato italiano, realizzato nel 1896, e la Fiat 1899 3,5 Hp invece come il primo modello Fiat.

## Modelli Dugu in scala 1:43
| N° | Modello                                                                                                   |
| -- | --- |
| 1  | Fiat “Tipo 4” 1911 coperta                                                                                |
| 2  | Lancia Lambda 5ª Serie 1925 berlina                                                                       |
| 3  | Fiat “Tipo 4” 1911 scoperta                                                                               |
| 4  | Fiat F2 Grand Prix 1907                                                                                   |
| 5  | Lancia Lambda 5ª serie Torpedo                                                                            |
| 6  | Itala 1907 “Palombella”                                                                                   |
| 7  | Itala 25/35 HP coperta                                                                                    |
| 8  | Itala 25/35 HP scoperta                                                                                   |
| 9  | Bernardi 3,5 HP 1896 coperta                                                                              |
| 10 | Bernardi 3,5 HP 1896 scoperta                                                                             |
| 11 | Fiat 3,5 HP 1899 scoperta                                                                                 |
| 12 | Fiat 3,5 HP 1899 coperta                                                                                  |
| 13 | Duesemberg J 1931 chiusa                                                                                  |
| 14 | Fiat 509 1925 berlina                                                                                     |
| 15 | Fiat 509 1925 Torpedo                                                                                     |
| 16 | Itala 35/45 HP 1909                                                                                       |
| 17 | Fiat Balilla Coppa d'oro 1935                                                                             |
| 18 | Cord 812 1936 scoperta                                                                                    |
| 19 | Duesemberg J 1932 aperta                                                                                  |
| 20 | Cord 812 1936 scoperta                                                                                    |
| 21 | Rolls Royce Silver Ghost 1931 chiusa                                                                      |
| 22 | Rolls Royce Silver Ghost 1931 aperta                                                                      |
| 23 | Fiat Eldrige Record Car (prodotta in piccola serie artigianale utilizzando stampi Dugu privi del marchio) |
| 24 | Fiat S.76 1911 Record Car                                                                                 |

## Serie "Museo dell'automobile"
| N° | Modello                        |
| -- | ------------------------------ |
| 1  | Benz Victoria 1893             |
| 2  | Peugeot 2,5 HP 1894            |
| 3  | Benz Break 1899                |
| 4  | Darraq 9,5 HP 1902             |
| 5  | de Dion Bouton Populaire 1903  |
| 6  | Legnano 6/8 1908 coperta       |
| 7  | Legnano 6/8 1908 scoperta      |
| 8  | Fiat 500A 1936 chiusa          |
| 9  | Brixia Züst 1909               |
| 10 | Cisitalia 202 Pininfarina 1948 |
| 11 | Lancia Theta 1914              |
| 12 | Ansaldo 4C Torpedo 1923        |
| 13 | Fiat 500A 1936 aperta          |
| 14 | Fiat 519S 1921                 |

## Serie "Macchine da lavoro"
| N°          | Modello                     | Scala |
| ----------- | --------------------------- | ----- |
| 1           | Same Centauro 1966 trattore | 1:15  |
| 2-1/2-2/2-3 | Fiat 550/600/640 trattore   | 1:38  |
| 3           | Someca 640 trattore         | 1:38  |
| 4           | Fiat 697 3 assi             | 1:43  |
| 5-1         | Fiat 90 NC cassonato        | 1:43  |
| 5-2         | OM N 100 cassonato          | 1:43  |
| 6           | Fiat 90 NC autocisterna     | 1:43  |
| 7           | Mietitrebbia Laverda M 132  | 1:40  |